# Polacos
Os polacos (português europeu) ou poloneses (português brasileiro) (em polaco/polonês: Polacy) são um povo eslavo ocidental da Europa Central que vive predominantemente na Polónia. A religião dominante nesta comunidade é o catolicismo.
Os polacos espalharam-se por diversos países, em especial Estados Unidos, Reino Unido, Irlanda, Brasil, Bielorrússia, Ucrânia, Lituânia, Alemanha, Rússia, Argentina.
No Brasil, a palavra "polaco" pode ter uma conotação negativa, chegando até a ser "banida" pelo Consulado Geral da Polônia em Curitiba, em 1927. De acordo com o escritor Ulisses Iarochinski, o uso depreciativo do termo apareceu graças a uma rede de prostituição, montada no final do século XIX, que trazia mulheres da Europa para o Rio de Janeiro. Apesar do fato de a maioria delas nem sequer fosse polonesa, eram chamadas "polacas", de modo que a palavra ficou associada a prostitutas de pele branca. Iarochinski defende que os brasileiros de origem polonesa se reapropriem da palavra.